# 雅原鮫
雅原鮫（学名：Proscyllium venustum），又名雅原鯊、狗沙，为軟骨魚綱真鯊目原鯊科原鯊屬下的一个种，分布於西北太平洋日本海域，深度50至100公尺，體長可達60公分，棲息於大陸棚斜坡的底棲性魚類，生態習性不明。部分分類認為該物種為哈氏原鯊(Proscyllium habereri)的同種異名，還需進一步研究。